# Alberto Sousa Lamy
Alberto Sousa Lamy MMO (Ovar, 19 de novembro de 1934 – Santa Maria da Feira, 9 de outubro de 2018)  foi um historiador e advogado português, notório pela obra literária que produziu relativamente à Região de Aveiro e, especialmente, à divulgação da cidade de Ovar.
O seu trabalho foi reconhecido pela Câmara Municipal de Ovar, com a atribuição da Medalha de Mérito Municipal (Grau ouro).

## Biografia
Alberto Sousa Lamy nasceu em Ovar em 19 de novembro de 1934, filho do médico José Eduardo Sousa Lamy e casado com Rosa Maria Gil Carneiro Lamy.
Nas funções de advogado, foi vogal do Conselho Geral da Ordem dos Advogados e vogal do seu Conselho Superior.
Sempre disponível para colaborar em diferentes eventos sobre a história local, Alberto Sousa Lamy, que em 1994 foi galardoado pela Camara Municipal de Ovar com a Medalha de Mérito Municipal, Grau Ouro.
Alberto Sousa Lamy faleceu aos 84 anos de idade, em 9 de outubro de 2018, no Hospital de São Sebastião (Santa Maria da Feira), na sequência de um grave acidente de automóvel, ocorrido na semana anterior, enquanto se deslocava para Santo Tirso. As cerimónias fúnebres realizaram-se no dia 11, na Capela da Santa Casa da Misericórdia de Ovar para o cemitério de Ovar, com a presença de muitos amigos e admiradores, das várias instituições e forças politicas locais e da magistratura, a que se dedicou como advogado.

## Condecorações
- Medalha de Mérito Municipal, Grau Ouro (MMO) – Câmara Municipal de Ovar, 1994.[1][3]

## Obra
- Monografia de Ovar, ed. da CMO, 1997;
- Monografia de Ovar, ed. revista e aumentada, CMO, 2001;
- Datas da história de Ovar, ed. CMO, 2005;
- Dicionário da história de Ovar, ed. 2009, com vol. IV, de Atualização, ed. CMO, 2018;
- História da Associação Humanitária dos Bombeiros Voluntários de Ovar, ed. BVO, 1996;
- História da Santa Casa da Misericórdia de Ovar, ed. SCMO, 1984, com segunda ed. revista e aumentada em 2010;
- Furadouro, uma terra com passado e com futuro, ed. da Comissão de Melhoramentos do Furadouro, 2001;
- Notícia histórica da freguesia de São João de Ovar…, ed. Junta de Freguesia de São João, 1996;
- O visconde de Ovar, ed. Rotary Club de Ovar, 1987;
- Centenário da imprensa ovarense, ed. Sem Margem, 1983;
- A Academia de Coimbra:1537-1990…, ed. Rei dos Livros, 1990;
- Advogados e juízes na literatura e na sabedoria popular, ed. Ordem dos Advogados, 2001;
- Advogados, elogio e crítica, ed. Almedina, 1984;
- A Ordem dos Advogados Portugueses, ed. OA, 1984;
- Monografia de Refojos: freguesia do concelho de Santo Tirso, ed. de autor, 1987;
- Monografia de Refojos de Riba de Ave…, ed. de autor, 2011”.